# Старогвіздецька сільська рада
| Старогвіздецька сільська рада — орган місцевого самоврядування у Коломийському районі Івано-Франківської області з адміністративним центром у с. Старий Гвіздець. Історична дата утворення: в 1986 році. Сільській раді підпорядковані населені пункти: - с. Старий Гвіздець - с. Малий Гвіздець |

## Склад ради
Рада складається з 16 депутатів та голови.

### Керівний склад ради
| ПІБ                    | Основні відомості                                                             | Дата обрання | Дата звільнення |
| ---------------------- | ----------------------------------------------------------------------------- | ------------ | --------------- |
| Дяків Михайло Петрович | Сільський голова, 1961 року народження, освіта, безпартійний                  | 26.03.2006   | 31.10.2010      |
| Дяків Михайло Петрович | Сільський голова, 1961 року народження, освіта незакінчена вища, безпартійний | 31.10.2010   |                 |

Примітка: таблиця складена за даними джерела